# Zajd ibn Szakir
Zajd ibn Szakir, arab. ‏زيد بن شاكر‎ (ur. 4 września 1932 w Ammanie, zm. 30 sierpnia 2002 tamże) – jordański wojskowy i polityk, trzykrotny premier Jordanii w 1989, od 1991 do 1993 oraz od 1995 do 1996. Daleko spokrewniony z jordańską rodziną królewską.

## Życiorys

### Kariera wojskowa
Wywodził się z rodu Haszymitów i był dalekim kuzynem króla Jordanii Husajna. Razem z nim uczęszczał do Victoria College w Aleksandrii, a także wspólnie z nim studiował w Royal Military Academy Sandhurst. Zajd ibn Szakir kontynuował kształcenie wojskowe w Stanach Zjednoczonych. Po powrocie do Jordanii w 1964 został dowódcą jordańskich wojsk pancernych. Był bliskim doradcą i powiernikiem króla Husajna.
W czasie wojny sześciodniowej dowodził siłami broniącymi Wschodniej Jerozolimy, ponosząc klęskę. Mimo to pozostał na dotychczasowym stanowisku do 1970. W wymienionym roku siły jordańskie pod jego dowództwem wsparły oddziały palestyńskiego Al-Fatahu w bitwie pod Karamą. Podczas Czarnego Września brał udział w walkach ze zbrojnymi organizacjami palestyńskimi, zakończonych całkowitym rozbiciem ich oddziałów lub ich wyparciem poza granice Jordanii. Dwa lata po Czarnym Wrześniu Zajd ibn Szakir został szefem sztabu jordańskich sił zbrojnych.
W 1976 król Husajn mianował go głównodowodzącym armii jordańskiej. Zajd ibn Szakir pozostał na tym stanowisku przez dwanaście lat.

### Kariera polityczna
W 1989 objął urząd premiera po zamieszkach w Jordanii, których uczestnicy domagali się demokratyzacji kraju, walki z korupcją i dymisji rządu Abd al-Munima ar-Rifa’ia, nie atakowali natomiast samej instytucji monarchii. Król postanowił zaakceptować postulaty protestujących i przeprowadzić w pełni wolne wybory parlamentarne (jedynie z utrzymaniem zakazu tworzenia partii politycznych), jednak mianując nowym premierem wojskowego zamierzał podkreślić, że nie dopuści do wybuchu kolejnych zamieszek w okresie, kiedy miała nastąpić transformacja polityczna kraju. Jako premier Zajd ibn Szakir uchylił niektóre ograniczenia dotyczące działalności prasy, czuwał nad przeprowadzeniem wyborów parlamentarnych w listopadzie 1989. Po wyłonieniu nowego parlamentu król Husajn przeniósł go na stanowisko szefa Dworu Królewskiego, zaś premierem mianował Mudara Badrana.
Zajd ibn Szakir został po raz drugi premierem Jordanii, gdy poprzedni gabinet, kierowany przez Tahira al-Masriego, nie zyskał akceptacji dla prowadzonej polityki zagranicznej. Kontynuował prace poprzedników nad demokratyzacją życia politycznego Jordanii i tworzeniem systemu wielopartyjnego (na podstawie przyjętej w 1990 Jordańskiej Karty Narodowej, równocześnie jednak zwalczał wpływy jordańskiej gałęzi Braci Muzułmańskich, którego przedstawiciele odnieśli pewien sukces w poprzednich wyborach parlamentarnych i byli obecni w rządzie Badrana. Poprawił również stosunki Jordanii z ruchem palestyńskim. W 1991 podpisał porozumienie z jordańską gałęzią Hamasu. W tym samym roku członek jego rządu, minister spraw zagranicznych Kamil Abu Dżabir, był najważniejszym przedstawicielem strony arabskiej w czasie rozmów izraelsko-jordańsko-palestyńskich na konferencji w Madrycie. Nie przyniosły one jednak przełomowych decyzji. W maju 1993 Zajd ibn Szakir ponownie został przewodniczącym Sądu Królewskiego.
Po raz trzeci objął urząd premiera Jordanii w styczniu 1995. Jako premier podpisał porozumienie o współpracy z prezydentem Autonomii Palestyńskiej Jasirem Arafatem. W okresie sprawowania przez niego obowiązków premiera doszło również do dalszej poprawy stosunków jordańsko-izraelskich (które ponownie pogorszyły się po 1996). Zajd ibn Szakir uzyskał również zgodę Stanów Zjednoczonych na anulowanie jordańskiego zadłużenia w wysokości 700 mln dolarów. Wdrażał zaleconą przez Międzynarodowy Fundusz Walutowy politykę wycofania się państwa z dopłat do wybranych produktów. W lutym 1996 odszedł z urzędu z powodu sporu o dalszą politykę zagraniczną kraju: opowiadał się za tradycyjnie już dobrymi relacjami z Irakiem rządzonym przez Saddama Husajna. Na urzędzie zastąpił go dotychczasowy minister spraw zagranicznych Abd al-Karim al-Kabariti. Zajd ibn Szakir otrzymał w tym samym roku honorowy tytuł księcia, co było równoznaczne z wycofaniem się z pełnienia stanowisk politycznych.
W 1999 był jednym z doradców wstępującego na tron syna Husajna, Abd Allaha i przyczynił się do konsolidacji poparcia dla niego (Abd Allah został ogłoszony następcą tronu zaledwie kilka dni przed śmiercią ojca, wcześniej przez wiele lat następcą tronu był brat króla, książę Hasan).
Zmarł w 2002 na atak serca.